# محاصره تبریز (۱۵۸۵-۱۵۸۶)
محاصره تبریز، بخشی از جنگ عثمانی و صفوی در بین سال های ۱۵۷۸-۱۵۹۰ است. ارتش صفوی در فرایند بازپس‌گیری تبریز از امپراتوری عثمانی، توانست تبریز را به مدت ۱۰ ماه باز‌پس گیرد. اما ارتش صفوی نتوانست قلعه را به‌طور کامل نگهدارد و مجبور به عقب‌نشینی شد و پس‌از آن امپراتوری عثمانی، تبریز را رفع محاصره نمود.

## قبل از محاصره
پس‌از آنکه ارتش عثمانی به فرماندهی اوزدمیروغلو عثمان پاشا، ارتش صفوی را در نبرد الوار مغلوب نمود. بعدها تبریز در تاریخ ۲۵ سپتامبر ۱۵۸۵ در اثر محاصره تسلیم می‌شود. سپس با نزدیک شدن به فصل زمستان، ارتش عثمانی، فکر خروج از پادگان تبریز در مقابل ضد حمله ایرانیان و عقب‌نشینی به آناتولی شرقی برای زمستان قوت گرفت. پس‌از آن، حاکم پیشین طرابلس، خواجه کافر پاشا که در زمان تسخیر شدن طرابلس توسط امپراتوری عثمانی اسیر می‌گردد و بعدها او با دارا بودن ۲۰٬۰۰۰ تا ۳۰٬۰۰۰ سرباز در تبریز توسط حکومت عثمانی آزاد می‌شود و پس‌از آن ارتش عثمانی، تبریز را ترک می‌کند تا به پادگان عقب‌نشینی کند. اگرچه ارتش صفوی به فرماندهی حمزه میرزا به امپراتوری عثمانی حمله می‌نمود، ولی ابتدا در نبرد شنبیگزان در تاریخ ۲۸ اکتبر از‌طرف ارتش عثمانی که مرتبا درحال پیشروی بود مغلوب می‌گردد. بعدها در تاریخ ۳۰ اکتبر، اوزدمیروغلو عثمان پاشا برای مدتی به‌شدت بیمار می‌شود و نهایتا بیماری موجب مرگ او می‌شود. پس‌از مرگ او، در همان شب ارتش صفوی برای بار دیگر به امپراتوری عثمانی حمله می‌کند، و این بار در نبرد مایاها در مقابل سیگالازاد سینان پاشا، که فرماندهی ارتش را از عثمان پاشا بر عهده گرفته بود، مغلوب می‌گردد. پس‌از مغلوب شدن صفویان در این نبرد، ارتش عثمانی به قشلاق پراکنده می‌شود و برای آغاز حرکت ارتش ابتدا به وان و بعد از آن به بیتلیس می‌روند. بدون اینکه خطری یا یورشی آنها را تهدید نماید. بعدها در نوامبر ۱۵۸۵ ارتش صفوی در اطراف تبریز مستقر می‌شود و محاصره تبریز را  آغاز می‌کند، که محاصره آن حدود ۱۰ ماه به طول می‌انجامد.

## محاصره
نخستین اقدامات خواجه کافر پاشا،  قرار دادن توپ های شاهی و دربزن بر دیوارهای قلعه تازه و پرکردن سنگ های بزرگ بر روی متریک بود. از جهت دیگر هم، سپاه صفوی که نزدیکی تبریز را تسخیر کرده بودند و بعد از آن  شهر را از هر سمت محاصره نمودند، بعد از آن پادگان عثمانی را مجبور به پناه بردن در قلعه دگیر نمود.
در دو ماه پایانی سال ۱۵۸۵ حملات آغاز می شود و در حالی که پادگان عثمانی با تهاجم و رخنه همراه بود، استوارهای صفویان را نابود می کردند. سرانجام نخستین تلفات را ارتش صفوی می دهد که در اثر آتش شدید گشوده شده از قلعه آغاز شده بود. از جهت دیگر، ارتش صفوی به منظور تشکیل شکاف در دیوارها، فعالیت خود را برای گشودن فاضلاب تسریع می کند.
در فوریه ۱۵۸۶، گرچه مشکلات غلات در قلعه تبریز افزایش پیدا کرده بود، اما به لطف اشخاصی که در تهاجم های ارتش صفوی به اسارت درآمده بودند، این مشکل تا حدی اصلاح شد. بعدها خواجه کافر پاشا به شکل همزمان از راه سینان پاشا که در وان بود خواهان دریافت باروت، غلات و کمک نظامی نموده. در همین دوره فرهاد پاشا برای دومین بار به سمت سردار شرق منصوب می گردد. زمانیکه فرهاد پاشا که در مارس ۱۵۸۶ در راس ارتش خود استانبول را ترک می کند و بعد از آن به سیواس می رسد، و بعد از آن از درخواست های خواجه کافر پاشا آگاه می شود.
برای صفویان، یکی از راهبردی ترین تحولات در این عصر تا بهار ۱۵۸۶ این بود که سپاهیان ترکمن و تکلو که در آغاز جنگ از عثمانی ها اطاعت می نمودند، به اردوگاه صفویان می آیند و بعد از آن طرف خود را تغییر می دهند. بعد ها در نامه ای کافر پاشا از آنان می خواهد که تسلیم شوند. اما این سپاهیان که سمت خود را تغییر داده بودند، به جای حمله به تبریز، به پایتختی قزوین روی می آورند و بعد از آن با کودتای کاخ، شهزاده طهماسب را به جای شاه محمد خدابنده بر تخت می نشانند. و بعد از آن حمزه میرزا که فرماندهی محاصره در برابر تبریز را برعهده داشت، با اکثریت سپاه خود برای مباشرت در بحران سلطنت به قزوین می رود و بعد از آن او اوضاع را تحت کنترل می گیرد.
پس از خروج حمزه میرزا با بیشتر لشکریان، سرداران باقیمانده صفوی با نصب دو توپ قوی از فروردین به بعد محاصره را تشدید می نمایند. اما در پاسخ به این محاصره، پادگان عثمانی با حمله ای نوین از قلعه یکی از توپ ها را تصرف می نماید. نه هورچ متعاقب آن و موفقیت عثمانی ها در تصرف متریس صفویه در خارج از قلعه تبریز و محله های شهر خارج از قلعه، باعث برهم خوردن روحیه ارتش ایران می گردد.
در پاسخ به این اقدام در سرآغاز فعالیت  حمزه میرزا نیروهای کمکی را برای سپاه محاصره ارسال می کند. بعدها در تیرماه همان سال بار دیگر به تبریز می آید. زمانی که ارتش صفوی در حملات پیاپی خود در روز های نخستین مرداد ماه همان سال متحمل خسارات سنگین می گردد، بعدها در روز های میانی مرداد ماه همان سال با حملات عمومی سعی در فروریختن قلعه می کنند. زمانی که این تهاجم های عمومی بر تلفات ارتش صفوی اضافه می کند، حمزه میرزا در شهریور ماه همان سال محاصره را رفع می نماید.

## بعد از محاصره
پادگان عثمانی در دژ تبریز در مقابل ارتش صفوی به فرماندهی خواجه کافر پاشا بدون دریافت هیچ نیروی کمکی پابرجا بود. چون برخلاف دستور پایتخت عثمانی، سینان پاشا در وان به پادگان محاصره شده در تبریز نیرو ارسال نکرد و سردار فرهاد پاشا که به جبهه شرقی درحال حرکت بود، در مسیر حرکتش در زمان معینی به مقصدش نرسید و در زمان پایان محاصره تبریز توانست خود را به مقصدش برساند. در واقع فرهاد پاشا قلعه هامانا را در جاده تبریز تسخیر می نماید و او مدتی برای تعمیر قلعه تلاش می کند. تاخیر سردار ها در اعزام نیرو به قلعه های تحت محاصره عثمانی عواقب و خسارات شدیدتری در سال ۱۵۹۳ به بار آورد. جنگ عثمانی و امپراتوری مقدس روم). فرهت پاشا که در جریان محاصره، بخش هایی از قلعه را نابود کرده بود، در شهریور همان سال،  تبریز را ترک می کند و ۶.۰۰۰ سرباز اضافی و قلعه های بسیار برای خواجه کافر پاشا نگهبان تبریز برجای گذاشت.